# Anakania
Anakania is een monotypisch geslacht van kevers uit de familie van de klopkevers (Anobiidae).

## Soort
- Anakania subvelutina Pic, 1901